# Тимофієвська сільська адміністрація
Тимофі́євська сільська адміністрація (каз. Тимофеевка ауылдық әкімдігі, рос. Тимофеевская сельская администрация) — адміністративна одиниця у складі Аулієкольського району Костанайської області Казахстану. Адміністративний центр та єдиний населений пункт — село Тимофієвка.
Населення — 1240 осіб (2021; 1753 у 2009, 2339 у 1999, 2722 у 1989).
Станом на 1989 рік існувала Тимофієвська сільська рада (село Тимофієвка, селища Булаксор, Ногайколь, Ушкамиш). Села Ногайколь та Ушкамиш ліквідовано 2009 року, село Булаксор було ліквідоване 2013 року. Тоді ж Тимофієвський сільський округ був перетворено у сільську адміністрацію.

## Склад
До складу округу входять такі населені пункти:
| Населений пункт  | Старі назви | Населення, осіб (1989) | Населення, осіб (1999) | Населення, осіб (2009) | Населення, осіб (2021) |
| ---------------- | ----------- | ---------------------- | ---------------------- | ---------------------- | ---------------------- |
| Булаксор, село   | -           | 186                    | 128                    | 23                     | -                      |
| Ногайколь, село  | -           | 286                    | 205                    | -                      | -                      |
| Тимофієвка, село | -           | 2013                   | 1840                   | 1730                   | 1240                   |
| Ушкамиш, село    | -           | 237                    | 166                    | -                      | -                      |